# Not Fade Away (film)
Pour les articles homonymes, voir Not Fade Away.
Pour plus de détails, voir Fiche technique et Distribution.
Not Fade Away est un film américain réalisé par David Chase, sorti en 2012.

## Synopsis
Dans les années 1960, dans le New Jersey, un groupe d'amis monte un groupe de rock.

## Fiche technique
- Titre : Not Fade Away
- Réalisation : David Chase
- Scénario : David Chase
- Photographie : Eigil Bryld
- Montage : Sidney Wolinsky
- Production : David Chase et Mark Johnson
- Société de production : Chase Films, Gran Via Productions, Indian Paintbrush, Paramount Vantage et The Weinstein Company
- Société de distribution : Paramount Vantage (États-Unis)
- Pays :  États-Unis
- Genre : Drame
- Durée : 117 minutes
- Dates de sortie : 
  -  États-Unis : 21 décembre 2012

## Distribution
- John Magaro : Douglas
- Jack Huston : Eugene
- Will Brill : Wells
- Brahm Vaccarella : Joe Patuto
- Gregory Perri : Skip
- James Gandolfini : Pat
- Bella Heathcote : Grace Dietz
- Molly Price : Antoinette
- Meg Guzulescu : Evelyn
- Dominique McElligott : Joy Deitz
- Christopher McDonald : Jack Dietz
- Brad Garrett : Jerry Ragovoy
- Isiah Whitlock Jr. : Landers
- Gerard Canonico : Schindewulf
- F. Michael Haynie : « The Bloat »
- Ken Forman : Vincent Lento
- Christopher Bannow : Dave Smith
- Lisa Lampanelli : tante Josie
- Louis Mustillo : Johnny Vitelloni
- Marylou Mellace : tante Louise
- John Tormey : oncle Paul
- Robert Funaro : oncle Murf
- Samantha Ryan Maisano : tante Jean
- Anthony Giaimo : oncle Beppy
- Meredith Forlenza : cousine Carol
- Adam LaFaci : cousin Paul
- Rebecca Luker : Marti Dietz
- Justine Lupe : Candace
- Shannon Esper : Mo Falcone
- Marissa Ghavami : Meredith
- Natalie Marchelletta : Karen
- Lucie Pohl : Severine
- Alfie Stewart : Keith
- Dominic Sherwood : Mick
- Randall Newsome : M. Gaunt
- Susan Knight : Mme. Gaunt
- Audrey Lynn Weston : Lisa
- Lauren Culpepper : Patty
- Ryan Munzert : Jim DeSouza
- Mike Steinmetz : Dennis
- Teddy Coluca : Dominic
- Charlie Plummer : le petit frère de Grace
- Graham Davie : Mike
- Levi Wilson : Charlie Watts
- Allen Wilson-Myers : Orlando
- Jordan Dean : Bob Cisco
- Scarlett Thiele : Diane
- Adam Shapiro : l'ami de Candace (non crédité)

## Accueil
Le film a reçu un accueil favorable de la critique. Il obtient un score moyen de 65 % sur Metacritic.